# Porytkon

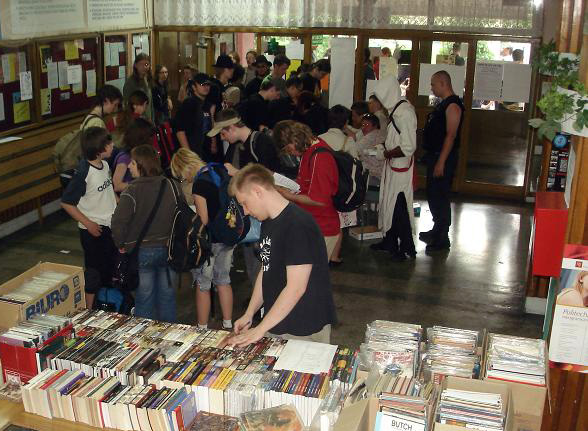
Porytkon 2

Porytkon - ogólnopolski konwent miłośników fantastyki, mangi i anime. Pierwsza edycja w roku 2007 została zorganizowana w Raciborzu pod kierownictwem Adama "Adona" Ochwata. Od roku 2008 Porytkon odbywał się w Sosnowcu, przy wsparciu sosnowieckiego Urzędu Miejskiego, a jego głównym organizatorem był Dominik "Bąku" Bąk.

## Pierwsza edycja
Pierwszy Porytkon odbył się w dniach 6-8 lipca 2007 w Raciborzu, w Zespole Szkół Specjalnych. Konwent wykorzystywał konwencję szpitala psychiatrycznego. Program podzielony był na dwa główne bloki: fantastyki i mangi. W programie poczesne miejsce zajął turniej Magic: The Gathering.
Na Porytkonie 2007 ponadto po raz pierwszy odbyły się Derby Fandomu w piłce nożnej pomiędzy "fantastami" i "mangowcami", w których "fantaści" wygrali 1:0.
Pierwszą edycję Porytkonu odwiedziło 150 osób. Wśród gości byli m.in. Piotr W. Cholewa i Jakub Ćwiek.

## Druga edycja
Porytkon 2 odbył się w dniach 6-8 czerwca 2008 w Sosnowcu, w budynkach Zespołu Szkół Technicznych. Konwent został objęty honorowym patronatem przez Wydział Kultury i Sztuki Urzędu Miasta w Sosnowcu oraz przez radnego Andrzeja Madeja, Przewodniczącego Komisji Oświaty UM.
Program ponownie podzielono na dwie główne części - fantastyczną i mangową. W ramach części związanej z fantastyką odbywały się cztery bloki programowe, a w nich m.in. prelekcje, konkursy, LARPy, warsztaty i spotkania z pisarzami literatury fantastycznej. Część związana z japońską popkulturą również dzieliła się na cztery bloki, a w ich ramach odbywały się projekcje anime, prelekcje, konkursy, turnieje, warsztaty oraz Cosplay.
Niezależnie od tych dwóch głównych elementów konwentu odbywały się liczne dodatkowe punkty programu: fireshow, warsztaty i turniej walki na paski, pokazy walk i rzemiosła wikingów w wykonaniu drużyny Ydallir Laget, koncert J-Rockowego zespołu Nai Setsu, DDR, Ultrastar oraz Derby Fandomu (w którym tym razem to "mangowcy" zwyciężyli "fantastów" 4:1).
Na Porytkonie 2 odbyły się również turnieje gier bitewnych: Turniej Warmachine/Hordes o Mistrzostwo Zagłębia oraz Turniej Infinity.
Rozbudowany był blok gier karcianych: turnieje Shadowrun i Doom Trooper oraz turniej World of Warcraft TCG klasy "Regional Championship" z awansem dla najlepszych 4 graczy na Mistrzostwa Polski WoW TCG. Największym wydarzeniem wśród gier karcianych były jednak rozgrywki Magic: The Gathering: kwalifikacje na turnieje Grand Prix w Madrycie i Kopenhadze oraz kwalifikacje na turniej Pro Tour w Berlinie.
Wśród gości Porytkonu 2 znaleźli się m.in. Piotr W. Cholewa, Jacek Komuda, Romuald Pawlak i Iwona Surmik.
Porytkon 2 przyciągnął, według danych z akredytacji, 620 osób.

## Trzecia edycja
Trzecia edycja Porytkonu nazwana "Porytkon 3 1/3" odbyła się w dniach 23-25 października 2009 w Sosnowcu. Głównym organizatorem był Dominik "Bąku" Bąk.
Wśród gości Porytkonu znaleźli się między innymi: Witold Jabłoński, Jacek Komuda, Konrad T. Lewandowski, Romuald Pawlak, Andrzej Pilipiuk, Marcin Przybyłek i Przemysław Truściński.
Według szacunków konwent odwiedziło około 1200 osób.

## Czwarta edycja
Porytkon 2^2 miał miejsce w listopadzie 2011, gromadząc ponad 1500 fanów fantastyki oraz mangi i anime. Rozbudowany został Console Room, dostępny dla uczestników przez całą dobę, Games Room, nowością zaś była Sala Japo, gdzie uczestnicy mogli zapoznać się z tradycyjnymi grami, zabawami i łamigłówkami japońskimi.
Ponownie miały miejsce pokazy cosplay, bractw rycerskich, fireshow i filmowe, dla chętnych odbył się także turniej paintballa oraz mecz piłkarski. Swoją obecnością uświetnił konwent m.in. Andrzej Pilipiuk.

## Piąta edycja
Odbyła się po trzyletniej przerwie w 2014.